# Olaf Marschall
Olaf Marschall (ur. 19 marca 1966 w Torgau) – piłkarz niemiecki grający na pozycji napastnika.

## Kariera klubowa
Marschall urodził się w mieście Torgau, leżącym w ówczesnej Niemieckiej Republice Demokratycznej. Karierę piłkarską rozpoczął w tamtejszym klubie BSG Chemie Torgau. Następnie podjął treningi w klubie Lokomotive Lipsk, a w sezonie 1983/1984 zadebiutował w jego barwach w pierwszej lidze NRD, a także w rozgrywkach Pucharu UEFA, w których doszedł z klubem z Lipska do 1/8 finału. Już w sezonie 1984/1985 zaczął grać w pierwszym składzie zespołu, a w 1986 roku został wicemistrzem kraju oraz sięgnął po Puchar NRD. W sezonie 1986/1987 dotarł z Lokomotive aż do finału Pucharu Zdobywców Pucharów, jednak niemiecki klub przegrał w nim 0:1 z holenderskim Ajaksem Amsterdam. W tym samym roku zdobył także swój drugi w karierze puchar kraju, a w 1988 roku został wicemistrzem ligi NRD. W zespole Lokomotive występował do końca sezonu 1989/1990 i rozegrał w jego barwach 135 ligowych spotkań oraz zdobył 43 gole.
Latem 1990 w trakcie trwania procesu Zjednoczenia Niemiec Marschall wyjechał do austriackiej Admiry Wacker Wiedeń. Na boiskach austriackiej Bundesligi występował przez trzy sezony i był najlepszym strzelcem zespołu. Łącznie w tym okresie zaliczył 40 ligowych trafień.
Latem 1992 roku Olaf wrócił do Niemiec. Został wówczas zawodnikiem Dynama Drezno, a w Bundeslidze zadebiutował 7 sierpnia przeciwko swojemu dawnemu klubowi, zwanemu już VfB Leipzig. W spotkaniu tym zaliczył hat tricka, a zakończyło się ono remisem 3:3. W zespole z Drezna niemiecki napastnik występował przez jeden sezon. Zdobył 11 goli, najwięcej w zespole i pomógł mu w utrzymaniu w lidze.
W 1993 roku Marschall podpisał kontrakt z 1. FC Kaiserslautern. W jego barwach zadebiutował 19 sierpnia w wygranym 1:0 wyjazdowym meczu z Bayerem 04 Leverkusen. Zdobył 7 goli, ale w następnym sezonie już tylko 2. Kaiserslautern zdobyło Puchar Niemiec, ale zajmując 16. pozycję, trzecią od końca, spadło do drugiej ligi. Na zapleczu niemieckiej ekstraklasy Olaf zdobył 10 goli i miał duży udział w powrocie FCK do pierwszej ligi. W sezonie 1997/1998 występował w ataku z Jürgenem Rische. Zaliczył 21 trafień, o jedno mniej niż król strzelców ligi Ulf Kirsten. Kaiserslautern jako pierwszy beniaminek w historii został mistrzem Niemiec. W sezonie 1998/1999 wystąpił z FCK w rozgrywkach Ligi Mistrzów, a w lidze zdobył 12 goli. W kolejnych latach był jednak mniej skuteczny, a w sezonie 2000/2001 stracił miejsce w składzie na rzecz Miroslava Klose i Vratislava Lokvenca. W 2002 roku w wieku 36 lat zakończył piłkarską karierę. W barwach Kaiserslautern wystąpił łącznie w 144 ligowych meczach i zdobył 49 bramek.
Po zakończeniu kariery Marschall był członkiem zarządu 1. FC Kaiserslautern, a w 2006 roku został asystentem trenera Rainera Hollmanna w Al-Nasr ze Zjednoczonych Emiratów Arabskich.
| Sezon   | Klub                 | Kraj    | Rozgrywki     | Mecze | Bramki |
| ------- | -------------------- | ------- | ------------- | ----- | ------ |
| 1983/84 | Lokomotive Lipsk     | NRD     | 1. liga       | 7     | 1      |
| 1984/85 | Lokomotive Lipsk     | NRD     | 1. liga       | 16    | 10     |
| 1985/86 | Lokomotive Lipsk     | NRD     | 1. liga       | 20    | 4      |
| 1986/87 | Lokomotive Lipsk     | NRD     | 1. liga       | 19    | 1      |
| 1987/88 | Lokomotive Lipsk     | NRD     | 1. liga       | 25    | 8      |
| 1988/89 | Lokomotive Lipsk     | NRD     | 1. liga       | 23    | 12     |
| 1989/90 | Lokomotive Lipsk     | NRD     | 1. liga       | 25    | 7      |
| 1990/91 | Admira Wacker Wiedeń | Austria | Bundesliga    | 27    | 7      |
| 1991/92 | Admira Wacker Wiedeń | Austria | Bundesliga    | 36    | 14     |
| 1992/93 | Admira Wacker Wiedeń | Austria | Bundesliga    | 35    | 19     |
| 1993/94 | Dynamo Drezno        | Niemcy  | Bundesliga    | 32    | 11     |
| 1994/95 | 1. FC Kaiserslautern | Niemcy  | Bundesliga    | 26    | 7      |
| 1995/96 | 1. FC Kaiserslautern | Niemcy  | Bundesliga    | 19    | 2      |
| 1996/97 | 1. FC Kaiserslautern | Niemcy  | 2. Bundesliga | 16    | 10     |
| 1997/98 | 1. FC Kaiserslautern | Niemcy  | Bundesliga    | 24    | 21     |
| 1998/99 | 1. FC Kaiserslautern | Niemcy  | Bundesliga    | 28    | 12     |
| 1999/00 | 1. FC Kaiserslautern | Niemcy  | Bundesliga    | 25    | 4      |
| 2000/01 | 1. FC Kaiserslautern | Niemcy  | Bundesliga    | 12    | 1      |
| 2001/02 | 1. FC Kaiserslautern | Niemcy  | Bundesliga    | 10    | 2      |

## Kariera reprezentacyjna
6 lutego 1985 roku Marschall zadebiutował w reprezentacji NRD w wygranym 3:2 towarzyskim spotkaniu z Ekwadorem, a łącznie wystąpił w niej 4 razy.
Natomiast w reprezentacji Niemiec Olaf swój pierwszy mecz rozegrał 12 października 1994 roku, a Niemcy zremisowali w nim bezbramkowo z Węgrami. W 1998 roku został powołany przez Bertiego Vogtsa do kadry na Mistrzostwa Świata we Francji. Tam wystąpił jedynie w przegranym 0:3 ćwierćfinałowym meczu z Chorwacją. Swój ostatni mecz w kadrze narodowej rozegrał w lipcu 1999 roku podczas Pucharu Konfederacji – Niemcy wygrali 2:0 z Nową Zelandią. Ogółem w kadrze zjednoczonych Niemiec rozegrał 13 meczów i zdobył 3 gole.